# Eriophorum rousseauianum
Eriophorum rousseauianum là loài thực vật có hoa trong họ Cói. Loài này được Raymond mô tả khoa học đầu tiên năm 1950.